# Santiago de Querétaro
Santiago de Querétaro (pronunție în spaniolă [sanˈtjaɣo ðe keˈɾetaɾo]) este capitala și cel mai mare oraș din statul Querétaro, Mexic. Face parte din macroregiunea Bajío. Este situat la 213 km nord-vest de Mexico City, 63 km sud-est de San Miguel de Allende și la 200 km la sud de San Luis Potosí.

## Clima
| Date climatice pentru Querétaro              | Date climatice pentru Querétaro | Date climatice pentru Querétaro | Date climatice pentru Querétaro | Date climatice pentru Querétaro | Date climatice pentru Querétaro | Date climatice pentru Querétaro | Date climatice pentru Querétaro | Date climatice pentru Querétaro | Date climatice pentru Querétaro | Date climatice pentru Querétaro | Date climatice pentru Querétaro | Date climatice pentru Querétaro | Date climatice pentru Querétaro |
| Luna                                         | Ian                             | Feb                             | Mar                             | Apr                             | Mai                             | Iun                             | Iul                             | Aug                             | Sep                             | Oct                             | Nov                             | Dec                             | Anual                           |
| -------------------------------------------- | ------------------------------- | ------------------------------- | ------------------------------- | ------------------------------- | ------------------------------- | ------------------------------- | ------------------------------- | ------------------------------- | ------------------------------- | ------------------------------- | ------------------------------- | ------------------------------- | ------------------------------- |
| Maxima medie °C (°F)                         | 23.0 (73,4)                     | 24.6 (76,3)                     | 27.6 (81,7)                     | 29.5 (85,1)                     | 30.7 (87,3)                     | 29.2 (84,6)                     | 26.9 (80,4)                     | 26.8 (80,2)                     | 25.7 (78,3)                     | 25.9 (78,6)                     | 24.9 (76,8)                     | 23.5 (74,3)                     | 26,5 (79,7)                     |
| Media zilnică °C (°F)                        | 15.1 (59,2)                     | 16.2 (61,2)                     | 18.7 (65,7)                     | 20.7 (69,3)                     | 22.5 (72,5)                     | 21.9 (71,4)                     | 20.4 (68,7)                     | 20.3 (68,5)                     | 19.5 (67,1)                     | 18.6 (65,5)                     | 16.9 (62,4)                     | 15.5 (59,9)                     | 18,9 (66)                       |
| Minima medie °C (°F)                         | 7.1 (44,8)                      | 7.8 (46)                        | 9.8 (49,6)                      | 12.0 (53,6)                     | 14.3 (57,7)                     | 14.6 (58,3)                     | 13.9 (57)                       | 13.7 (56,7)                     | 13.3 (55,9)                     | 11.2 (52,2)                     | 8.9 (48)                        | 7.5 (45,5)                      | 11,2 (52,2)                     |
| Minima istorică °C (°F)                      | −2.8 (27)                       | −1.8 (28,8)                     | 0.5 (32,9)                      | 2.6 (36,7)                      | 1.9 (35,4)                      | 4.5 (40,1)                      | 4.4 (39,9)                      | 8.6 (47,5)                      | 5.6 (42,1)                      | 1.8 (35,2)                      | −1.5 (29,3)                     | −1.5 (29,3)                     | −2,8 (27)                       |
| Precipitații mm (inches)                     | 15.3 (0.602)                    | 8.8 (0.346)                     | 3.6 (0.142)                     | 15.2 (0.598)                    | 42.8 (1.685)                    | 95.4 (3.756)                    | 130.8 (5.15)                    | 84.9 (3.343)                    | 70.1 (2.76)                     | 40.4 (1.591)                    | 9.9 (0.39)                      | 10.3 (0.406)                    | 527,5 (20,768)                  |
| Umiditate [%]                                | 50                              | 46                              | 42                              | 43                              | 47                              | 55                              | 60                              | 60                              | 61                              | 58                              | 54                              | 54                              | 53                              |
| Nr. de zile cu precipitații (≥ 0.1 mm)       | 2.8                             | 1.8                             | 0.8                             | 2.4                             | 6.5                             | 9.7                             | 11.5                            | 8.5                             | 7.5                             | 4.9                             | 2.4                             | 1.9                             | 60,7                            |
| Ore însorite                                 | 241.8                           | 237.7                           | 268.4                           | 264.2                           | 252.1                           | 208.5                           | 213.8                           | 225.1                           | 210.7                           | 235.3                           | 231.5                           | 213.6                           | 2.802,7                         |
| Sursa nr. 1: Servicio Meteorológico Nacional |                                 |                                 |                                 |                                 |                                 |                                 |                                 |                                 |                                 |                                 |                                 |                                 |                                 |
| Sursa nr. 2: Colegio de Postgraduados        |                                 |                                 |                                 |                                 |                                 |                                 |                                 |                                 |                                 |                                 |                                 |                                 |                                 |

## Orașe înfrățite
- Orlando, Florida, SUA
- Orange, California, SUA
- Holland, Michigan, SUA
- Bakersfield, California, SUA
- Yeosu, Coreea de Sud
- Santiago de Chile, Chile
- Santiago de Cali, Columbia
- Santiago de Leon de Caracas, Venezuela
- Santiago de Compostela, Spania
- Santiago de Cuba, Cuba
- Xalapa, Veracruz, Mexic
- Santiago, Misiones, Paraguay

## Galerie

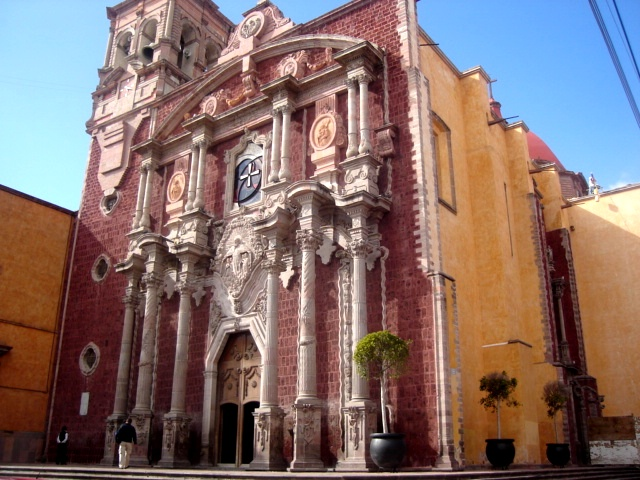
Cathedral of Querétaro.
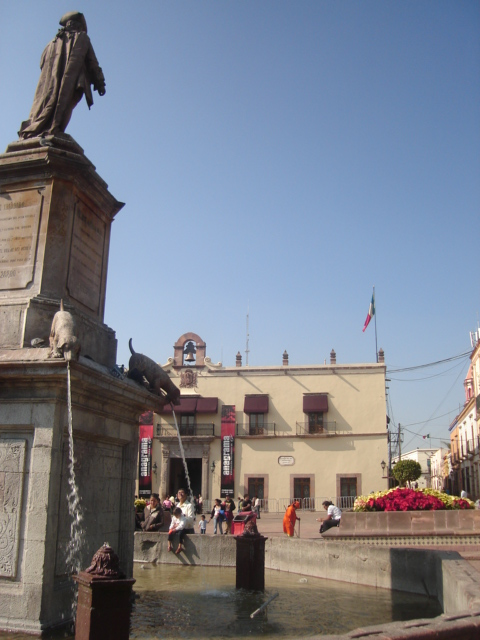
Casa de la Corregidora.
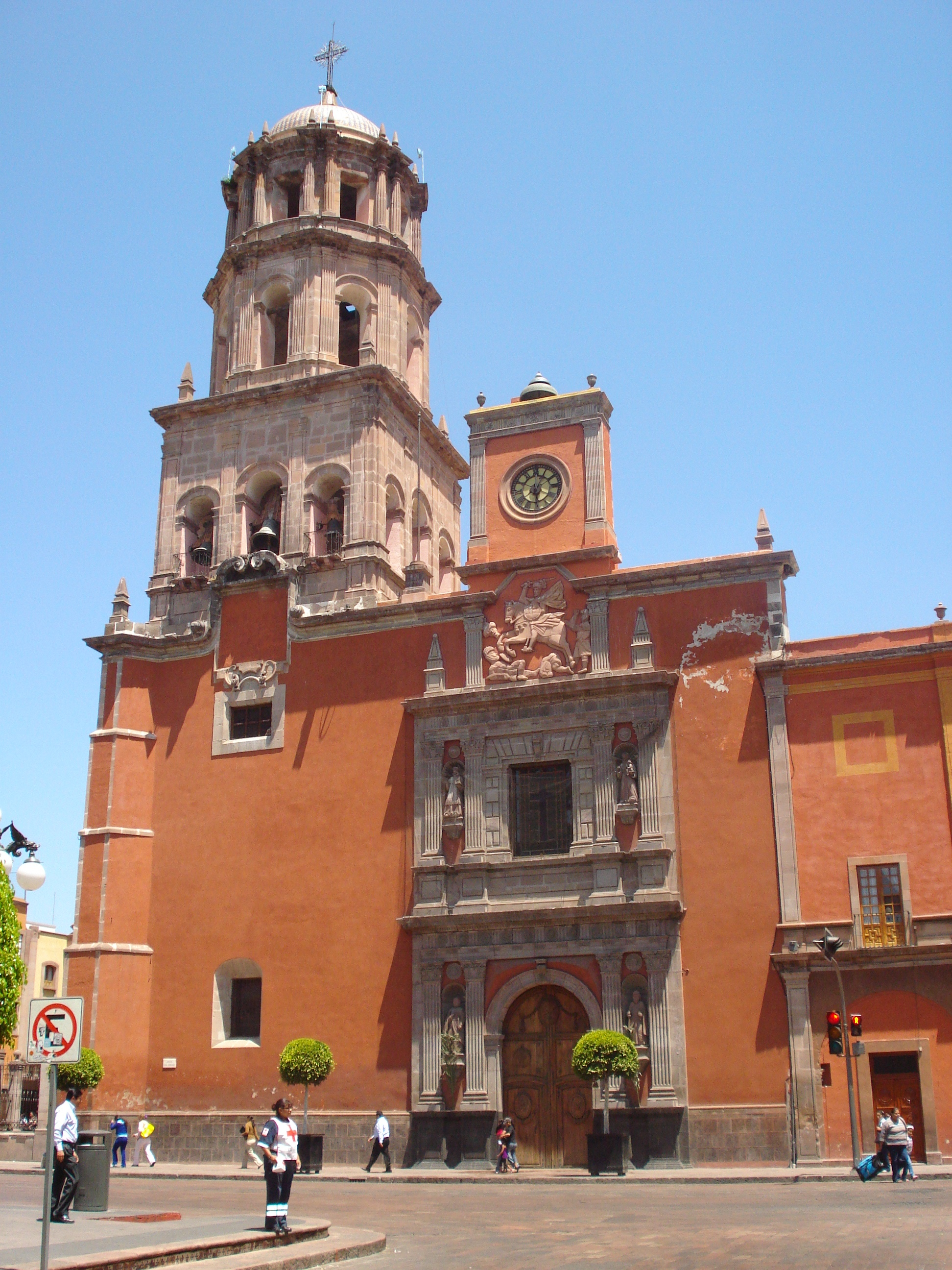
San Francisco church.
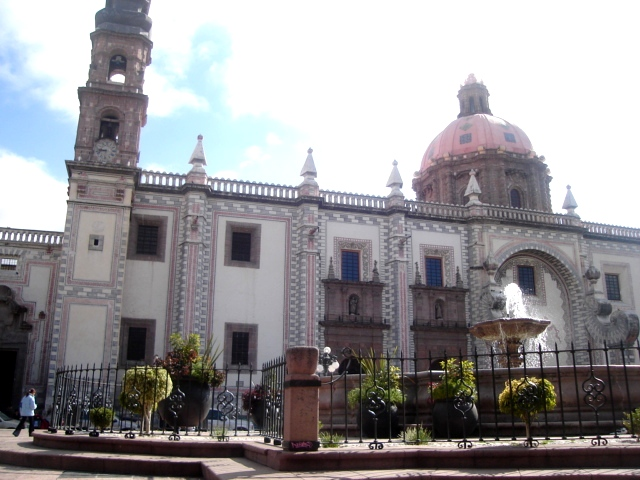
Santa Rosa de Viterbo.